# Henry Tedlie
Henry Tedlie (1792 - 1818) fue un explorador, cirujano y botánico irlandés con autoridad en la flora del Cabo, y de Ghana, estudiando también la medicina botánica nativa.
Con Thomas Edward Bowdich que ya estaba al servicio de la African Company of Merchants y fue enviado a Cape Coast, siendo en 1817 enviados a Kumasi, en una misión al reino de Ashanti, y gracias principalmente a sus hábiles diplomacias, la misión tuvo éxito en su objetivo de asegurar el control británico sobre los indígenas de la costa. Tuvo recurrentes fiebres y sufría de malaria, falleciendo por dicha patología.

## Eponimia
- (Asteraceae) Gynura tedliei (Oliv. & Hiern) S.Moore ex Hutch. & Dalziel[5]
- (Asteraceae) Mikaniopsis tedliei (Oliv. & Hiern) C.D.Adams[6]